# Gli strani suicidi di Bartlesville
Gli strani suicidi di Bartlesville (The Mind Thing) è un romanzo di fantascienza del 1961 dello scrittore statunitense Fredric Brown.
La storia narra le vicende del primo contatto di un alieno esiliato sulla Terra. L'extraterrestre tenta di tornare al suo pianeta di origine usando la sua capacità di impossessarsi delle menti umane, uccidendo tuttavia chi viene posseduto.

## Storia editoriale
Una parte dell'opera è apparsa nel marzo del 1960 sulla rivista Fantastic Universe, riprendendo alcuni temi già trattati nel precedente romanzo di Brown Death is a White Rabbit pubblicato nel gennaio 1942 sulla rivista Strange Detective Mysteries.Il romanzo è stato quindi pubblicato integralmente nel 1961 in edizione rilegata. È stato tradotto in Italia nel dicembre 1962 nel numero 296 della collana Urania.

## Trama
Un alieno intelligente viene esiliato sulla Terra mediante un raggio di energia. Il suo corpo è racchiuso in un guscio simile a quello di una tartaruga; è in grado di percepire tutto quello che gli sta intorno e impossessarsi nel sonno della mente di altri esseri viventi. Si rende conto che gli uomini sarebbero degli eccellenti schiavi per i suoi simili e decide quindi di impossessarsi di qualcuno che abbia conoscenze tecniche sufficienti a costruire, sotto la sua guida, un apparato per comunicare con il suo pianeta d'origine: egli è certo che gli sarà permesso di tonare a casa dall'esilio come premio per aver trovato degli ottimi schiavi potenziali, sulla Terra.
La caratteristica fondamentale è che l'alieno, nel romanzo chiamato "la Mente", per poter cambiare "ospite" o per poter ricominciare ad usare i propri sensi, deve costringere alla morte il primo ospite. Questo porta a due inspiegabili suicidi di esseri umani e a strane morti di animali, che susciteranno la curiosità (imprevista dalla Mente) dello sceriffo e soprattutto, di un ospite estivo della cittadina, il professor Staunton, fisico esperto nella progettazione di satelliti.
Le competenze scientifiche del prof. Staunton convincono la Mente ad impossessarsi di lui che però, grazie anche alla preziosa collaborazione ed intuizione di una professoressa di lettere, la signorina Talley, lettrice di fantascienza, comprende cosa succede. Staunton si fa legare prima che la Mente si impossessi del suo corpo e la signora Talley riesce a trovare il corpo dell'extraterrestre e ad ucciderlo. Le conoscenze acquisite dal professore, durante il breve periodo di possessione, saranno in grado di far progredire l'umanità nel campo dei viaggi spaziali.

## Edizioni
- (EN) Fredric Brown, The Mind Thing, 1ª ed., New York, Bantam Books, 1961.
- Fredric Brown, Gli strani suicidi di Bartlesville, traduzione di Mario Galli, Urania, n. 296, Arnoldo Mondadori Editore, dicembre 1962.
- Fredric Brown, Gli strani suicidi di Bartlesville, in Millemondinverno 1973: Tre romanzi completi di Fredric Brown, traduzione di Mario Galli, Millemondi, n. 4, Milano, Mondadori, novembre 1973.
- Fredric Brown, Gli strani suicidi di Bartlesville, traduzione di Mario Galli, Classici Urania, n. 25, Arnoldo Mondadori Editore, aprile 1979.
- Fredric Brown, Gli strani suicidi di Bartlesville, in Brown. Assurdo universo, Progetto Giove, Il vagabondo dello spazio, Gli strani suicidi di Bartlesville, traduzione di Mario Galli, I Massimi della Fantascienza, n. 19, Milano, Mondadori, aprile 1989, ISBN 8804324600.
- Fredric Brown, Gli strani suicidi di Bartlesville, in Millemondi Estate 2002: Il vagabondo dello spazio. Due romanzi e 16 racconti, traduzione di Mario Galli, Millemondi, n. 35, Milano, Mondadori, agosto 2002.
- Fredric Brown, Gli strani suicidi di Bartlesville, in Progetto Giove, traduzione di Mario Galli, Urania Millemondi, n. 78, Milano, Arnoldo Mondadori Editore, luglio 2017, ISBN 9788852081378.